# Busko-Zdrój (stacja kolejowa)
Busko-Zdrój – stacja kolejowa w Siesławicach koło Buska-Zdroju, w gminie Busko-Zdrój, w powiecie buskim, w województwie świętokrzyskim, w Polsce. Stacja została otwarta w 1953 roku wraz z oddaniem do użytku linii kolejowej nr 73 z Sitkówki-Nowin. Budynek dworcowy o powierzchni użytkowej 841 m² oddano do użytku w 1995 roku. Stacja obsługiwała regularny ruch pasażerski do 18 kwietnia 2005. Od tamtej pory stacja obsługiwała jedynie sporadyczny ruch towarowy. W budynku byłego dworca w latach 2007–2013 mieściła się dyskoteka. 
30 czerwca 2018 wznowiono pasażerski, sezonowy ruch weekendowy na trasie Busko-Zdrój – Kielce. W 2020 roku wznowiono codzienne połączenia pasażerskie. Na stacji zatrzymują się tylko pociągi Polregio. Według stanu na grudzień 2022 roku stację obsługują 4 pary pociągów w dni powszednie i 3 w weekendy.

## Ruch pasażerski
| Rok  | Wymiana pasażerska na dobę |
| ---- | -------------------------- |
| 2017 | –                          |
| 2022 | 100-149                    |